# Complejo Acatlán
Se llama Complejo Acatlán a un grupo heterogenéo de rocas metamórficas que afloran y subyacen en la parte occidental de Oaxaca y la parte oriental de Guerrero, México. Según Yáñez et al. el complejo empezó a colindar con el Complejo Oaxaca en el Devónico producto de la orogenia Acádica.